# Stazione meteorologica di Chiauci
La stazione meteorologica di Chiauci è la stazione meteorologica di riferimento per la località di Chiauci.

## Coordinate geografiche
La stazione meteo si trova nell'Italia meridionale, in Molise, in provincia di Isernia, nel comune di Chiauci, a 894 metri s.l.m. e alle coordinate geografiche 41°41′N 14°23′E.

## Dati climatologici
In base alla media trentennale di riferimento 1961-1990, la temperatura media del mese più freddo, gennaio, si attesta a +3,1 °C; quella del mese più caldo, agosto, è di +21,1 °C  .
| Chiauci            | Mesi | Mesi | Mesi | Mesi | Mesi | Mesi | Mesi | Mesi | Mesi | Mesi | Mesi | Mesi | Stagioni | Stagioni | Stagioni | Stagioni | Anno |
| Chiauci            | Gen  | Feb  | Mar  | Apr  | Mag  | Giu  | Lug  | Ago  | Set  | Ott  | Nov  | Dic  | Inv      | Pri      | Est      | Aut      | Anno |
| ------------------ | ---- | ---- | ---- | ---- | ---- | ---- | ---- | ---- | ---- | ---- | ---- | ---- | -------- | -------- | -------- | -------- | ---- |
| T. max. media (°C) | 5,9  | 7,4  | 9,9  | 14,4 | 18,5 | 23,0 | 26,2 | 26,6 | 22,5 | 16,5 | 11,5 | 8,2  | 7,2      | 14,3     | 25,3     | 16,8     | 15,9 |
| T. min. media (°C) | 0,2  | 0,5  | 2,5  | 5,5  | 9,0  | 12,9 | 15,3 | 15,6 | 12,9 | 9,0  | 5,6  | 2,5  | 1,1      | 5,7      | 14,6     | 9,2      | 7,6  |